# Hyla carthaginiensis
Hyla carthaginiensis es una especie de anfibio anuro de la familia Hylidae.

## Distribución geográfica
Esta especie anfibia vive en las húmedas regiones mediterráneas del noreste de Argelia y el norte de Túnez.

## Publicación original
- (en) Christophe Dufresnes, M. Beddek, D. V. Skorinov, L. Fumagalli, Nicolas Perrin, P.-A. Crochet et Spartak N. Litvinchuk, « Diversification and speciation in tree frogs from the Maghreb (Hyla meridionalis sensu lato), with description of a new African endemic », Molecular Phylogenetics and Evolution, n.º 134, mai 2019, p. 291-299[3]